# Тарпалинг-гомпа
Tарпалинг-гомпа(дзонг-кэ ཐར་པ་གླིང་།, вайли thar pa gling, лат. tarpaling), монастырь школы Ньингма (ранее Друкпа Кагью), находится на высоте 3600 м. Находится в гевоге Чуммэй в Бумтанге, в центральном Бутане. Монастырь расположен на горе над деревней Гьеца, в десяти километрах к северу от дороги Тонгса — Джакар по неасфальтированной дороге. Пешком подъём от Гьяца занимает три часа, также три часа занимает дорога через перевал от дворца Ламей-гомпа. Выше по дороге вверх над монастырём находится также Чодрак-гомпа , который также основал Лорепа, ещё дальше над ним находится пещера, в которой медитировали Падмасамбхава и Лонгченпа (сейчас там храм) 27°32′04″ с. ш. 90°41′19″ в. д., далее идёт перевал через скалу, за которым — лесная тропа в Ламей-гомпа.
Раз в году здесь в первом месяце тибетского календаря проводится особая церемония монлам.

## История
Тибетский лама Лорепа (1187—1250), принадлежащий школе Друкпа Кагью, основал этот монастырь. Храм, который он построил, сейчас — малая постройка, внизу от основного храмового комплекса.
Другой храм здесь построил в 1352 году Лонгченпа (1308—1363), философ дзогчена, представляющий школу Ньингма. Лонгчен Раджам в то время вынужден был покинуть Тибет, и жил в Бумтанге около десяти лет, основав несколько храмов.
Тхарпалинг несколько раз приходил в упадок и реставрировался, наиболее основательную реставрацию предпринял в начале XX века Угьен Вангчук, первый король Бутана, который какое-то время использовал монастырь как свою резиденцию.
В 1985 над основным храмовым комплексом был построен комплекс Джангчуб Чолинг Шедра (училище) с 20 комнатами для монахов.
В 2001 году под главным комплексом было построено восемь чортенов в память о Будде.
В это же время над монастырём был построен новый храм Дзамбала-лакханг 27°31′56″ с. ш. 90°41′17″ в. д. немного выше монастыря Tарпалинг. 

## Архитектура
В первоначальном храме сохранились тангки, который делали Лорепа и Цангпа Гьяре, реставрированные предположительно в XIX веке.
Главный комплекс состоит из двух храмов. Цогкханг на первом этаже содержит алтарь из множества статуй, в частности, там стоят Падмасамбхава, Трисонг Децен, Шантаракшита, Лонгченпа. В алтаре на верхнем этаже также находятся статуи Гуру Ринпоче, Шабдрунга и другие.
Интересна также экспозиция икон в зале собраний монахов.